# マラ・サルバトルチャ
マラ・サルバトルチャ (Mara Salvatrucha) は、中央アメリカおよびアメリカ合衆国に存在する大規模なギャングのことである。一般的にはMS, Mara, MS-13などと呼ばれている。

## 概要
カリフォルニア州、ロサンゼルスのピコ・ユニオン地区において、エルサルバドル内戦後に内戦から逃れ難民としてアメリカに入ったエルサルバドル人達の戦争孤児達により、おそらく1970年代後半〜1980年頃に結成された。結成当初はヘヴィメタルを好みストーナー文化を好む軟派な不良集団であったという。当初の目的は、ロサンゼルスにすでに存在したメキシコ系、アジア系、アフリカ系等の他の人種によるギャング集団からエルサルバドル人の移民を自警することだった。1990年までに、アメリカ国内で政情不安定なエルサルバドルとグアテマラからの亡命者が増加し、多くの若者がメンバーになったとされている。構成員には失業した元兵士の若者や元少年兵も多くいた。1992年のエルサルバドル内戦終結後に多くのメンバーが逮捕されたり、アメリカからエルサルバドル本国に強制送還された。強制送還されたメンバーの多くはエルサルバドル本土を中心に他の中央アメリカ諸国にも進出し組織が拡大していった。
組織はエルサルバドルを中心にメキシコ、グアテマラ、ホンジュラス、ベリーズ、パナマといった中央アメリカ諸国出身者で占められ、またスペインなどでもその存在が確認されておりその活動が活発化している。組織内部はいくつかの排他的なグループや派閥があり、2017年の時点でアメリカ大陸に3万人の構成員が存在するとされる。内戦終了後も不安定な政情や内戦の影響による経済の悪化、貧富の格差による貧困や失業などから組織に入る若者が増えているとされている。
犯罪組織としての活動は麻薬密輸、ブラックマーケットでの銃の不法販売、不法入国、殺人の請負、窃盗で、さらには当局に対しても好戦的な活動を行っている。それを全て取り仕切っていたのは、マラ・サルバトルチャの歴史の中でもっとも最悪と恐れられていたMKであった。MKはアジアを中心に麻薬、人身売買、銃の販売を行っていた。
組織のコミュニケーションのジェスチャーの一つに人差し指と小指を立てて逆さまに表示されると「M」を形成する「デビルズ・ヘッド（devil's head）」と呼ばれる手の記号がある。結成当初、マラ・サルバトルチャの創設者がヘヴィメタルのコンサートに参加した時、ヘヴィメタルバンドやヘヴィメタルファン達がこの手のポーズのジェスチャーをやっていた事から、組織でもこのジェスチャーを採用してやる様になったとされている。
組織の「マラ・サルバトルチャ」の名前の語源の由来には様々な説があり論争となっているが、エルサルバドルの首都サンサルバドルの通りのラ・マラ（La Mara）と「サルバトルチャ」の用語はエルサルバドル内戦のファラブンド・マルティ民族解放戦線の農民ゲリラの訓練への言及から由来するなどと言われている。なお、メンバーにはファラブンド・マルティ民族解放戦線の元農民ゲリラだった者もいる。さらに「マラ」はカリシェ・スラングのギャングを意味し、スペイン語でグンタイアリを意味する「マラブンタ（marabunta）」から取られている。またエルサルバドルのスペイン語読みを意味するサルバドル（Salvadoran）と中央アメリカのスペイン語の方言カリシェで警戒するを意味するトルチャ（trucha）の組み合わせの意味も持っているなど示されている。
なお、“13”とはカリフォルニア南部のラテン系ギャングの連合体スレーニョスを総括するプリズンギャング、メキシカン・マフィアに忠誠を誓う組織の証である(Mがアルファベットの13番目であるため)。組織が他ヒスパニック・ギャングとの抗争を経て成熟し始めた頃、メキシカン・マフィアより服従か死かの選択を迫られた後、1993年にスレーニョスへと加入する事となったという。また、マラ・サルバトルチャへの加入を志願する者は13秒間メンバーから袋叩きにされる、という儀式を経てメンバーとなる。
エルサルバドル内でも、他の組織との抗争は生じている。2019年12月14日には、刑務所内で収容されていた構成員5人が別の収容者から襲撃を受けて殺害されている。
同じくピコ・ユニオン地区にて結成されたエイティーンス・ストリート・ギャングとは結成初期は友好的な関係にあったとされるが、現在では恒久的な対立状態にある。
2022年、エルサルバドル政府は、ギャング対策に乗り出して1年間にMS-13のメンバーを含む約65000人を拘束した。拘禁されたメンバーの多くは米州最大の刑務所「テロリスト監禁センター（CECOT）」に送られた。